# 사이공식 처형

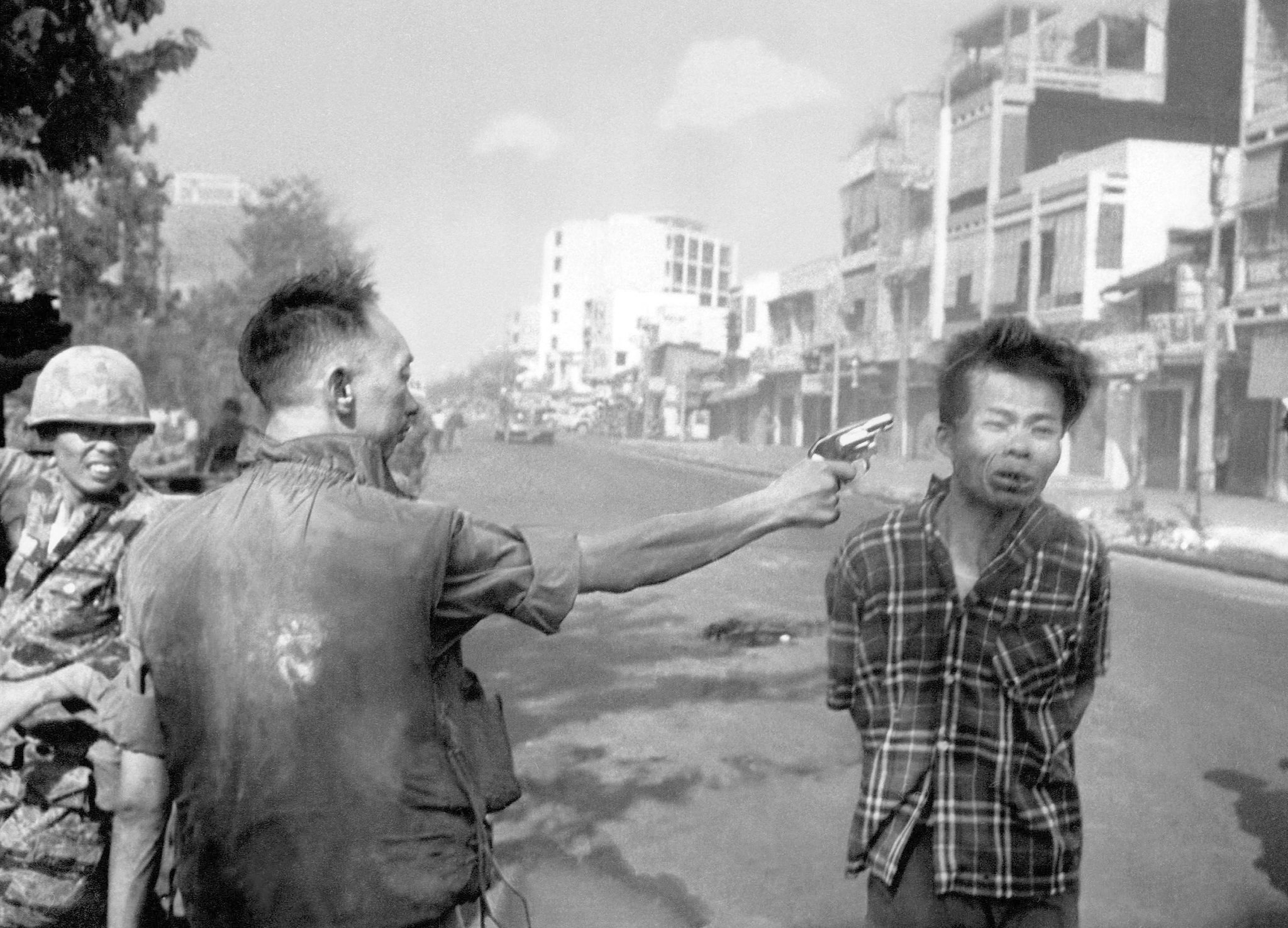
원본 사진

사이공식 처형(Saigon Execution)은 1968년 2월 1일 구정대공세가 일어나고 있던 베트남 공화국의 수도 사이공에서 AP소속 기자 에디 애덤스가 응우옌응옥로안 베트남 공화국 소장이 민간인 복장을 하고 있던 응우옌반린 베트콩 대위를 즉결처형하는 장면을 찍은 사진의 이름이다. 당시 처형된 응우옌반린 대위는 베트남 공화국 소속의 한 장군과 그 장군의 7명의 가족을 몰살시킨 혐의를 받았다. 이 사진은 "사이공식 처형"이라는 이름으로 대중매체에 널리 알려졌으며, 베트남 전쟁 반대 운동을 격화시키는 역할을 했다.

## 같이 보기
- 응우옌응옥로안
- 에디 애덤스
- 판티 킴푹
- 틱꽝득